# Macintosh Portable
Il Macintosh Portable era il primo tentativo di realizzare un computer Macintosh portatile. Presentato nel 1989, ricevette molte critiche positive da parte della stampa anche se le vendite furono in realtà molto scarse.

## Generalità
Apple quando lo progettò non badò a spese pur di ottenere un computer con un'elevata autonomia. Utilizzò un LCD in bianco e nero non retroilluminato a basso consumo, delle SRAM a basso consumo molto costose e il 68HC000 a 16 MHz, una versione a basso consumo del 68000. Il case è formato da plastica bianca, l'LCD è integrato nel coperchio che si richiude sulla tastiera quando il computer non è in uso. Include un floppy disk da 1,44 MByte e può utilizzare un hard disk a basso consumo prodotto da Connon.
Il Portable arriva a 10 ore di autonomia, ma il peso e la dimensione del computer sono relativamente elevati. Utilizza una versione modificata della scheda madre del Macintosh SE, i tasti sono quelli di una normale tastiera, è inclusa una trackball e soprattutto utilizza delle batterie al piombo, che fornivano molta potenza ma erano anche molto pesanti. Il Portable pesa 7,2 kg, un peso giudicato eccessivo dalla maggior parte degli utenti potenziali, ed era anche molto costoso.
Nel febbraio 1991, Apple aggiunse la retroilluminazione allo schermo, e sostituì le costose SRAM con delle più economiche pseudo-SRAM per ridurre il prezzo del Portable. Visto lo scarso successo del modello, lo ritirò dal mercato nell'ottobre dello stesso anno.
Nonostante le deludenti vendite, Apple si rendeva conto che il settore dei portatili era un segmento di mercato in ampia crescita e quindi voleva inserirsi. Decise che invece di privilegiare la durata della batteria era meglio privilegiare le dimensioni e il peso del computer. Passò tutti gli schemi alla Sony e le pose l'obiettivo di miniaturizzare il portatile. Sony ridisegnò la scheda madre, la tastiera e il case del computer. Dal suo lavoro nacque il PowerBook 100.
Il Macintosh Portable (e il PowerBook 100) utilizzavano il Macintosh System 6.0.5 e supportano al massimo il System 7.5.5.